# Инногена
Инногена, также: Инноген, Инноджен, Имоджен, Игнона, Игнон, И́гнодж (Innogen, Ignone, Ignoge, Enogen) (1095-? до н. эры) — греческая принцесса, дочь царя Пандраса (1165-? до н. эры) и его жены Кранехмы (1170-? до н. эры).
Судя по сохранившимся средневековым источникам, греческий царь Пандрас потерпел поражение в битве с Брутом Троянским и был взят в плен. В качестве выкупа он вынужден был отдать свою дочь Инногену в жёны Бруту, ставшему вскоре первым легендарным королём Британии. Инногена стала матерью британских королей Локрина, Альбанакта и Камбра.

23. Брут познал Инногену, супругу свою, и она родила ему трех прославленных сыновей, имена коих были Локрин, Альбанакт и Камбр. После того как отец их на двадцать четвертом году по прибытии на остров Британию переселился из этого мира в иной, они погребли его внутри основанного им города и, разделив его королевство между собой, удалились каждый к себе. Локрин, старший из них, владел серединой острова, которая позднее была названа по его имени Лоегрией; Камбр — той частью его, которая лежит за рекой Сабриной и ныне зовется Валлией, а ранее долгое время прозывалась по его имени Камбрией, из-за чего народ этой области на бриттском языке называет сам себя Камбро; наконец, младший брат Альбанакт получил под свою руку страну, которая на нашем языке прозывается ныне Скоттией и которой он по имени своему присвоил имя Альбании.
Имя Инногена — архаический вариант современного английского имени Имоджен (Imogen).

## Адаптации и поздние упоминания этого имени
В хронике Гальфрида Монмутского «История бриттов» (xiv-xxiii; ок. 1137), где описана история Инногены, имя её упоминается не менее пяти раз в форме Игнодж (Ignoge).
В первом фолио пьесы Шекспира «Много шума из ничего»  Инноген (или Инноджен, англ. Innogen) упомянута в первой ремарке как супруга Леонато:

Enter Leonato Gouernour of Messina, Innogen his wife, Hero his daughter, and Beatrice his Neece, with a messenger 
(Входят Леонато, правитель Мессины, Инноджен, его жена, Геро, его дочь, Беатрис, его племянница и гонец).
В более поздних изданиях, а также русских переводах пьесы её имя изъято, поскольку непосредственного участия в действии она не принимает. Это же имя носит действующее лицо его же пьесы «Цимбелин». Это Инноген (в оригинале Innogen, в современном написании Имоджен, Imogen), дочь короля Британии Цимбелина от первого брака и жена Леоната Постума.
В прозе Джона Мильтона «История Британии» (The History of Britain) её имя упоминается как Инноген (Инноджен,  Innogen).
Игнодж (Ignoge, другое написание того же имени) — женский персонаж мифологии Уильяма Блейка и его поздних пророческих поэм «Вала, или четыре Зоа» и «Иерусалим, эманация гиганта Альбиона», где она описана как одна из дочерей Альбиона и эманация Кобана.